# Berlinale 1981
La Berlinale 1981, 31e édition du festival international du film de Berlin (31. Internationalen Filmfestspiele Berlin), s'est tenue du 13 au 24 février 1981.

## Jury
- Jutta Brückner (Présidente du jury)
- Denis Héroux
- Astrid Henning-Jensen
- Irina Kouptchenko
- Peter Bichsel
- Antonio Isasi-Isasmendi
- Chatrichalerm Yukol
- Jerzy Plazewski
- Italo Zingarelli

## Sélections

### Compétition
La sélection officielle en compétition se compose de 22 films.
- À la recherche de la famine (Akaler Sandhane)[1]
- La barque est pleine (Das Boot ist voll) de Markus Imhoof[1]
- Vivre vite ! (Deprisa, deprisa) de Carlos Saura[1]
- Vingt-six Jours de la vie de Dostoïevski (Dvadtsat chest dneï iz jizni Dostoïevskogo) d'Alexandre Zarkhi[1]
- Gorączka d'Agnieszka Holland[1]
- Le Grand Paysage d'Alexis Droeven de Jean-Jacques Andrien[1]
- Un fils pour l'été (Tribute) de Bob Clark[1]
- Mélodie tzigane (Zigeunerweisen) de Seijun Suzuki[1]
- Barnens ö de Kay Pollak[2],[3]
- Il minestrone de Sergio Citti[2],[4]
- La Provinciale de Claude Goretta[2],[5]
- Maravillas de Manuel Gutiérrez Aragón[2],[6]
- Le Noir Erwin (Der Neger Erwin) de Herbert Achternbusch[2],[7]
- Milka : Un film sur les tabous (Milka: Elokuva tabuista) de Rauni Mollberg[2],[8]
- Fatale Attraction (Head On) de Michael Grant[2],[9]
- Kamionat de Christo Christov[2],[10]
- Der Erfinder de Kurt Gloor[2],[11]
- Vrijdag de Hugo Claus[2]
- Merci, ça va (Köszönöm, megvagyunk) de László Lugossy[12]
- Kudrat de Chetan Anand[13],[source insuffisante]
- Luang ta de Permphol Cheyaroon[14],[source insuffisante]
- Yen gui lai de Fu Jinggong[15],[source insuffisante]

### Courts métrages
- Ter land, ter zee en in de lucht de Paul Driessen[1],[2]
- History of the World in Three Minutes Flat de Michael Mills[1]

### Forum
- Dialogue with a Woman Departed de Leo Hurwitz[2]
- Aziza d'Abdellatif Ben Ammar[2]

## Palmarès
- Ours d'or : Vivre vite ! de Carlos Saura
- Ours d'argent (Grand prix du jury) : À la recherche de la famine (Akaler Sandhane) de Mrinal Sen
- Ours d'argent du meilleur acteur : 
  - Jack Lemmon dans Un fils pour l'été de Bob Clark
  - Anatoli Solonitsyne dans Vingt-six Jours de la vie de Dostoïevski d'Alexandre Zarkhi
- Ours d'argent de la meilleure actrice : Barbara Grabowska dans Gorączka d'Agnieszka Holland